# Jacobus Kapteyn
Jacobus Cornelius Kapteyn (ur. 19 stycznia 1851 w Barneveld, zm. 18 czerwca 1922 w Amsterdamie) – holenderski astronom, najbardziej znany z dogłębnych badań Drogi Mlecznej, które doprowadziły do odkrycia jej ruchu obrotowego.

## Życiorys
Od roku 1868 Kapteyn studiował matematykę i fizykę na Uniwersytecie w Utrechcie. Po ukończeniu w 1875 r. pracy dyplomowej na temat drgań membrany przez trzy lata pracował w obserwatorium w Lejdzie, nim został pierwszym profesorem astronomii i mechaniki teoretycznej na Uniwersytecie w Groningen, gdzie pozostawał do przejścia na emeryturę w 1921 r.
W latach 1896–1900 z powodu braku dostępu do obserwatorium Kapteyn zgłosił się do analizy zdjęć wykonanych przez Davida Gilla, który w Królewskim Obserwatorium na Przylądku Dobrej Nadziei (RPA) prowadził fotograficzny przegląd gwiazd nieba południowego. Rezultatem tej współpracy było opublikowanie trzytomowego Cape Photographic Durchmusterung (Fotograficzny przegląd nieba z Przylądka), spisu pozycji i jasności 454 875 gwiazd. Dodatkowo w 1897 r. Kapteyn odkrył nazwaną jego nazwiskiem gwiazdę, mającą największą ze znanych wówczas prędkość ruchu własnego. Obecnie jest ona na drugim miejscu, zaraz za Gwiazdą Barnarda.
W 1902 r. otrzymał Złoty Medal Królewskiego Towarzystwa Astronomicznego.
W 1904 r., badając ruchy własne gwiazd, Kapteyn zauważył, że nie są one przypadkowe, jak wówczas sądzono. Spostrzegł, że wszystkie gwiazdy można podzielić na dwie grupy, poruszające się w niemal przeciwnych kierunkach. Zebrane przez niego dane okazały się pierwszym świadectwem rotacji Galaktyki i pozwoliły na późniejsze udowodnienie przez Bertila Lindblada i Jana Oorta ruchu obrotowego wszystkich galaktyk.
W 1906 r. Kapteyn zainicjował zakrojony na szeroką skalę program badań rozmieszczenia gwiazd w Galaktyce. Plan zakładał pomiar jasności, typu widmowego, prędkości radialnej, ruchów własnych i paralaks gwiazd w 206 polach, równomiernie rozmieszczonych na sferze niebieskiej (tzw. polach kapteynowskich) oraz 46 fragmentach nieba w pobliżu płaszczyzny Galaktyki. Ten nietypowy, jak na tamte czasy, projekt zaangażował ponad 40 obserwatoriów w różnych krajach i był pierwszą analizą statystyczną w astronomii. Opublikowane w 1920 (artykuł w „Astrophysical Journal”) i 1922 (Pierwsza próba teorii położenia i ruchu systemu gwiezdnego) roku wyniki prac pozwoliły na stworzenie modelu soczewkowatego Wszechświata (na początku XX stulecia nie wiedziano, czym w istocie jest Galaktyka) o średnicy 40 tys. lat świetlnych, którego gęstość maleje z dala od centrum. Słońce ulokowano 2000 lat świetlnych od środka. Teoria częściowo sprawdzała się, lecz zafałszowywała rzeczywiste rozmiary Drogi Mlecznej i położenie w niej Słońca.
W środowisku astronomów Kapteyn zajmował bardzo wysoką pozycję. Był członkiem Francuskiej Akademii Nauk, brytyjskiego Royal Society, Królewskiej Holenderskiej Akademii Sztuk i Nauk oraz jednym z założycieli Międzynarodowej Unii Astronomicznej. Odszedł na emeryturę w wieku 70 lat, jednak powrócił do Leiden na prośbę swego byłego studenta i dyrektora tamtejszego obserwatorium Willema de Sittera, by asystować w prowadzonej właśnie modernizacji sprzętu. Na jego cześć nazwano laboratorium astronomiczne na Uniwersytecie w Groningen, a także metrowy teleskop zamontowany na początku lat osiemdziesiątych XX wieku w obserwatorium na Wyspach Kanaryjskich.

## Nagrody i wyróżnienia
- 1902 – Złoty Medal Królewskiego Towarzystwa Astronomicznego
- 1913 – Medal Jamesa Craiga Watsona
- 1913 – Bruce Medal
- 1915 – Pour le Mérite w dziedzinie nauki i sztuki
- Od jego nazwiska nazwano: planetoidę (818) Kapteynia, krater na Księżycu o średnicy 49 km[2], odkrytą przez niego gwiazdę.